# Come se non fosse stato mai amore
"Come se non fosse stato mai amore" é uma canção gravada e interpretada pela cantora italiana Laura Pausini.
É o terceiro single, lançado em 25 de março de 2005, do álbum Resta in ascolto, de 2004.

## Informações da canção
A letra foi escrita por Laura Pausini e Cheope, e a música foi composta por Daniel Vuletic.
A canção possui uma versão em língua espanhola intitulada Como si no nos hubiéramos amado, adaptada por León Tristán, inserida no álbum Escucha e lançada como terceiro single na Espanha e na América Latina.
Em 2007 a canção Como si no nos hubiéramos amado ganhou o prêmio ASCAP Latin Music Awards na categoria Melhor canção pop.

## Informações do vídeo
O videoclip de Come se non fosse stato mai amore foi lançado em duas versões: em italiano e em espanhol, sob a direção de Gaetano Morbioli e suas gravações foram efetuadas no final de março de 2005 em Paris, na França, durante a turnê World Tour 2005.
Laura Pausini, apenas em companhia de um violão, é a protagonista absoluta do videoclip, que é focado em uma história de amor acabada. O ambiente escolhido foi uma fábrica vazia e abandonada, que representa metaforicamente o seu estado de espírito. No início do vídeo, Laura Pausini canta em modo íntimo, recolhida na escuridão riscada apenas pela luz que passa pelas janelas, mas ao passo que o rítmo da canção aumenta, tudo muda, nela e intorno a ela: a sua energia explosiva contagia o ambiente que torna-se vivo e agitado, abrem-se rachaduras nas paredes e a penumbra do início é iluminada por feixes de luz.

## Faixas
CD single - Promo 15322 - Warner Music Itália (2005)
1. Come se non fosse stato mai amore

CD single - Promo PCD021 - Warner Music Espanha (2005)
1. Como si no nos hubiéramos amado

## Créditos
- Celso Valli: piano, teclados
- Massimo Varini: guitarra elétrica, guitarra acústica
- Paolo Gianolio: guitarra acústica
- Michele Vanni: guitarra acústica
- Cesare Chiodo: baixo elétrico
- Alfredo Golino: bateria

## Desempenho nas tabelas musicais
| Paradas (2005)                            | Melhor posição |
| ----------------------------------------- | -------------- |
| Estados Unidos (Billboard Latin Pop Song) | 1              |
| Estados Unidos (Billboard Latin Song)     | 10             |

## Informações adicionais
Come se non fosse stato mai amore foi inserida também em versão live nos álbuns ao vivo Live in Paris 05, San Siro 2007 e Laura Live World Tour 09.
Como si no nos hubiéramos amado foi inserida também em versão live no álbum ao vivo Laura Live Gira Mundial 09.